# Nowe Miasto (Zamość)
Nowe Miasto – dzielnica (jednostek), w mieście Zamość.
Jest położona w jego wschodniej części, określanej tą samą nazwą (Nowe Miasto), jaka obejmuje również sąsiednie dzielnice (południowo-wschodni fragment Zamościa).
W jej granicach można wyróżnić jedno odrębne osiedle z zabudową wielorodzinną:
- osiedle Młyńska – ulice: Młyńska, Nowy Świat i Poprzeczna.

Poza nim, znajduje się tu kilka bloków przy innych ulicach (Gminna, M. Reja), kamienice (głównie przy Nowym Rynku) oraz domy jednorodzinne.
Jest to jedna ze starszych części Zamościa, jaka rozwijała się już w XIX wieku (od roku 1822) i była określana jako Nowa Osada, zajmująca także pobliskie tereny sąsiednich, obecnych dzielnic miasta. Ważne znaczenie miał ówczesny trakt lwowski, który przebiegał od strony Starego Miasta właśnie przez tę dzielnicę. Na krótki okres przeniesiono tu wówczas zarząd miasta, co było związane z rozbudową Twierdzy Zamość dla celów przede wszystkim wojskowych.
Znajduje się tu prostokątny plac o nazwie Nowy Rynek, przecięty dwiema ruchliwymi ulicami: z zachodu na wschód (ul. Partyzantów) oraz z północy na południe (ul. M. Reja i ul. Ogrodowa).
Już w II poł. XIX wieku rynek ten był ważnym miejscem handlowym w Nowej Osadzie, jakie stanowi nadal dla całego miasta – działa tu największe targowisko z kioskami i straganami w Zamościu.
W jego pobliżu, przy ulicy Gminnej mieści się dawna synagoga, wzniesiona w II poł. XIX wieku, w czasie II wojny światowej niemal w całości spalona, ostatecznie przebudowana na przedszkole. Do 2015 r. część budynku zajmował także zbór Kościoła Zielonoświątkowego (przeniesiony do innego budynku w Zamościu).
Ze starszych obiektów można tu zauważyć m.in. figurkę św. Jana Nepomucena z XIX wieku (na rogu ulic: Lwowska i Listopadowa).
Najbliższy kościół rzymskokatolicki pw. Św. Krzyża leży blisko zachodniej granicy, w obrębie sąsiedniego Osiedla Świętego Piątka.
W granicach tej dzielnicy funkcjonują dwie niepubliczne szkoły ponadpodstawowe (technikum oraz szkoła branżowa I stopnia).
Przy wspomnianym Nowym Rynku, który pełni ważną funkcję handlową, mieszczą się 2 markety (PSS Społem "Lux"), a po jego zachodniej stronie dom handlowy „Agora”. We wschodniej części tej dzielnicy, przy głównej ulicy Lwowskiej i obwodnicy miasta, położone są inne, większe sklepy (Carrefour – CH Lwowska, Lidl) oraz obiekty magazynowo-składowe.

## Galeria

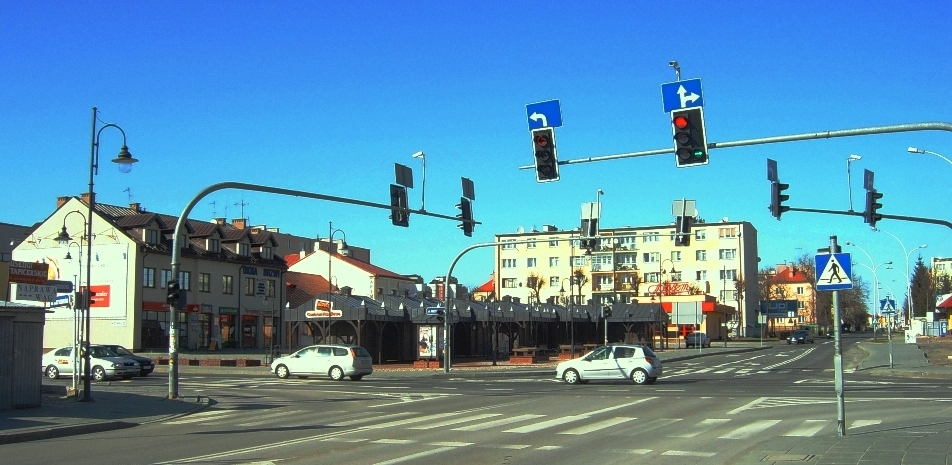
Nowy Rynek
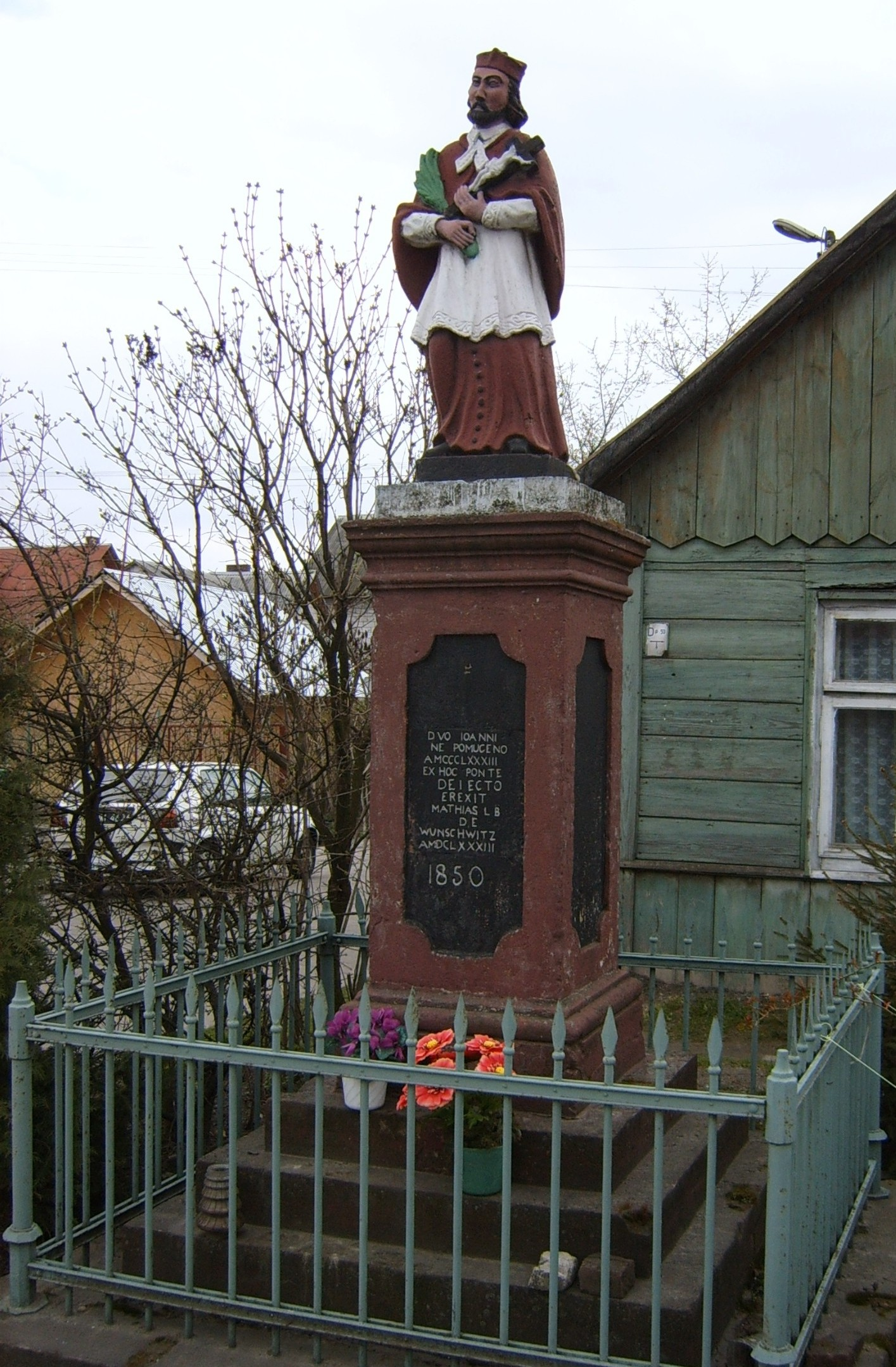
Figura św. Jana Nepomucena
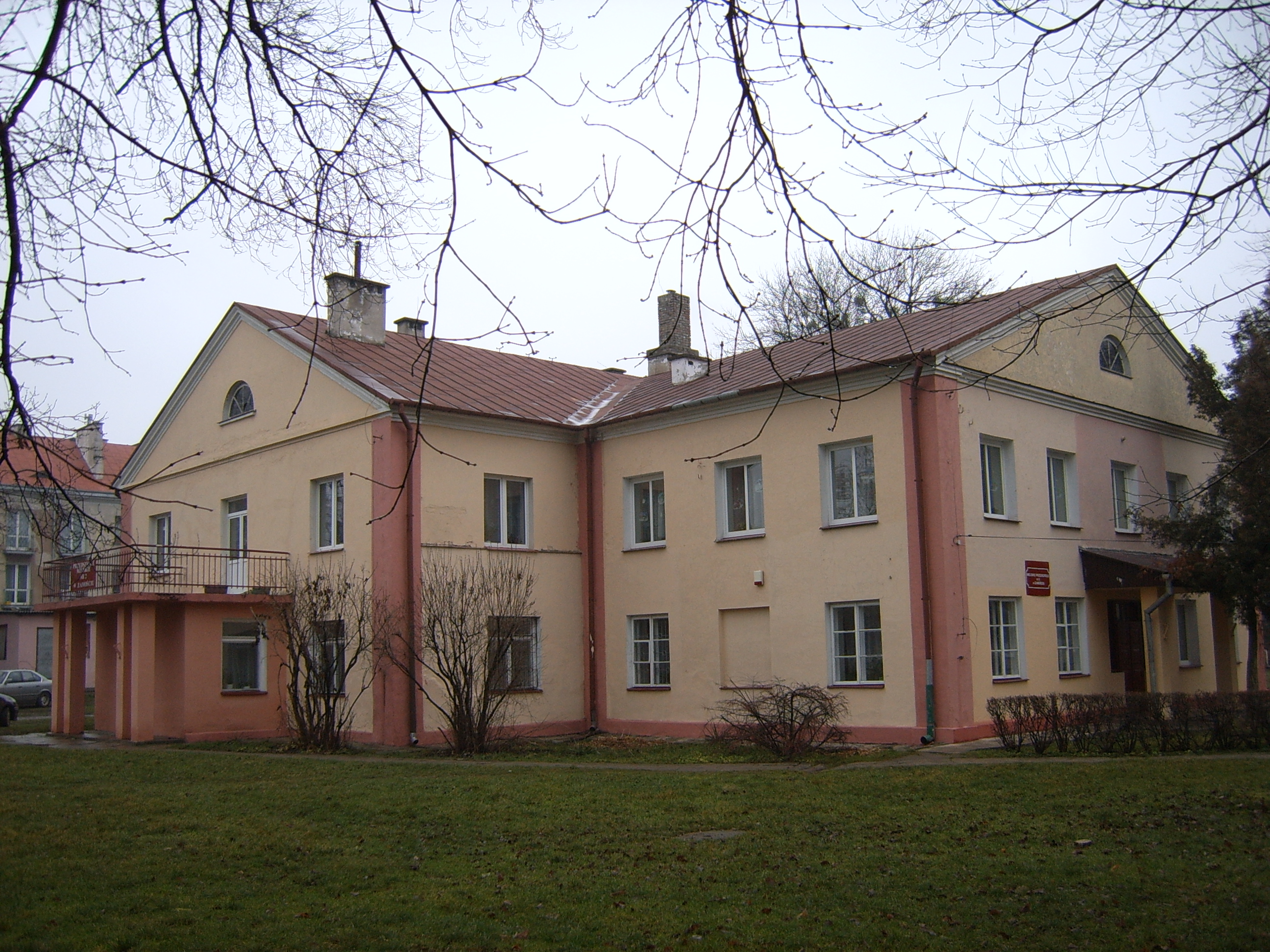
Dawna synagoga na Nowym Mieście
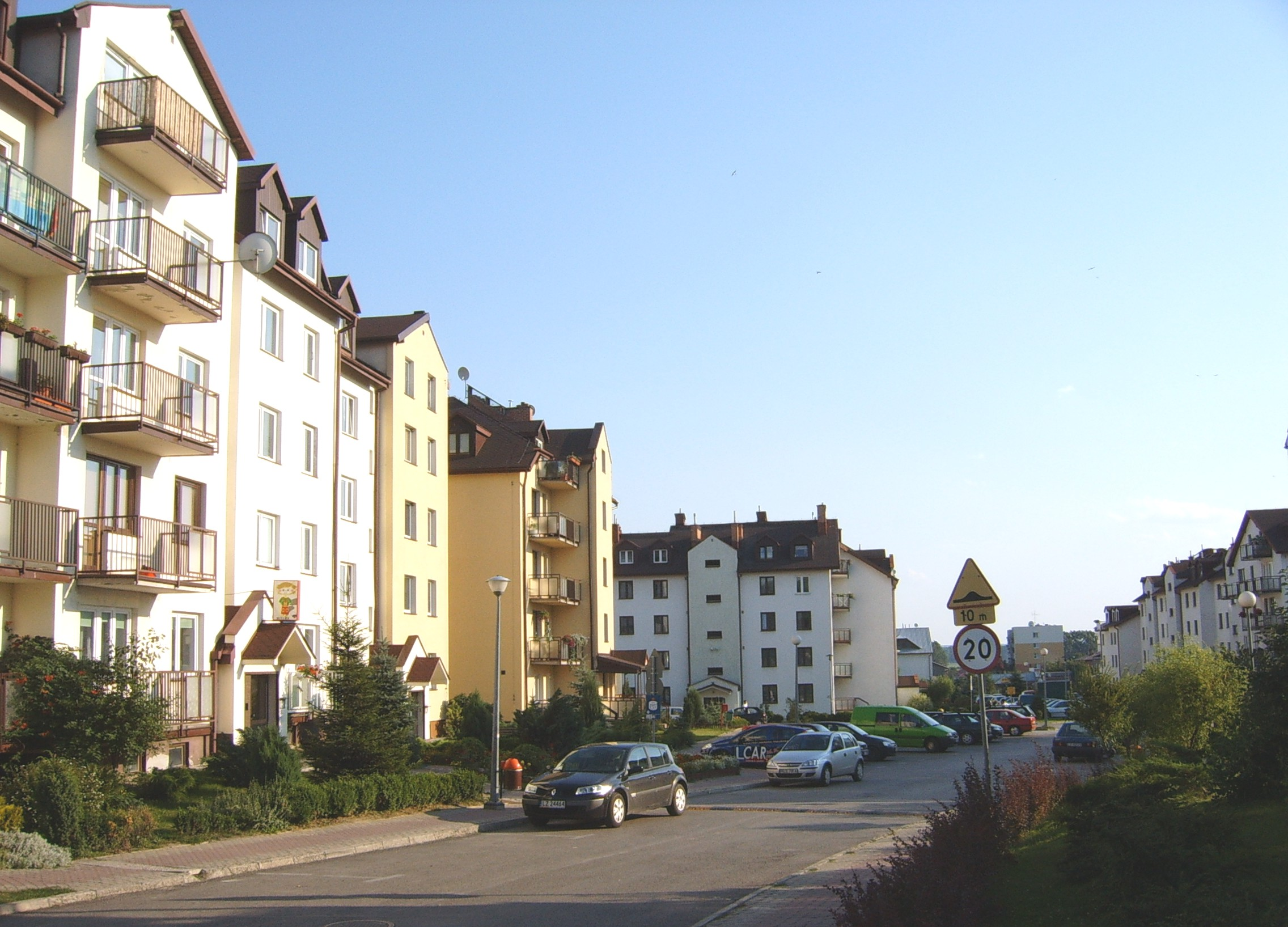
Os. Młyńska – ul. Poprzeczna